# Tipula spinicauda
Tipula spinicauda är en tvåvingeart som beskrevs av Alexander 1919. Tipula spinicauda ingår i släktet Tipula och familjen storharkrankar.
Artens utbredningsområde är Panama. Inga underarter finns listade i Catalogue of Life.